# 笹塚駅
笹塚駅（ささづかえき）は、東京都渋谷区笹塚一丁目にある、京王電鉄京王線の駅。渋谷区内の鉄道駅では最も南に位置し「京王ライナー」「Mt.TAKAO号」を除く全列車が停車する。京王東管区所属。駅番号はKO04。

## 乗入路線
当駅へ乗り入れている路線は、線路名称上は京王線のみであるが、新宿駅 - 当駅間複々線運行系統は次の2つに分かれており、旅客案内ではそれぞれ別路線として扱われている。
- 京王線：新宿駅1 - 3番線ホーム（京王線新宿駅）発着列車。各停含む全列車が初台駅・幡ヶ谷駅を通過する（トンネルが異なり経由しない）。
- 京王新線：新宿駅4・5番線ホーム（新線新宿駅）発着列車。全列車が初台駅・幡ヶ谷駅へ停車し、新線新宿駅より都営新宿線へ直通する。

## 歴史

### 年表
- 1913年（大正2年）
  - 4月15日：京王電気軌道（現・京王電鉄）当駅 - 調布駅間開通時に終着駅として開設。当時は車庫が併設されていた。京王電鉄で最も古い駅の1つ。
  - 10月11日：京王電気軌道当駅 - 代々幡駅（現・廃止）間延伸、途中駅となる、
- 1944年（昭和19年）5月31日：陸上交通事業調整法に基づき、東京急行電鉄（現・東急電鉄）が京王電気軌道を吸収合併、同社京王線の駅となる。
- 1948年（昭和23年）6月1日：大東急解体に伴う再編に伴い、京王帝都電鉄として分離独立。
- 1978年（昭和53年）
  - 7月21日：高架化。
  - 10月31日：新宿駅 - 当駅間複々線化、線増部は地下別線となり、その通称を京王新線とする。
- 1981年（昭和56年）10月24日：高架下に「京王クラウン街笹塚」が開業する[1]。
- 1998年（平成10年）7月1日：京王帝都電鉄が京王電鉄へ社名変更。
- 2010年（平成22年）12月5日：両渡り線移設・車止め延伸に伴い、京王新線引上線が8両から10両対応となる。
- 2013年（平成25年）2月22日：KO04の駅ナンバリング導入。
- 2015年（平成27年）9月25日：ダイヤ改正に伴い、準特急の停車駅となる[2]。
- 2020年度（令和2年度）：当駅 - 仙川駅間高架化工事に伴い、引上線の一部撤去[3]。
- 2022年（令和4年）3月12日：ダイヤ改正に伴い、準特急廃止。同時に特急停車開始[4][5]。
- 2023年（令和5年）2月26日：京王線ホーム（1・4番線）にてホームドアの使用を開始[6]。
- 2024年（令和6年）2月25日：京王新線ホーム（2・3番線）にてホームドアの使用を開始[7]。

### 駅名の由来
当地は内藤新宿からの距離により、一里塚が甲州街道の両脇にあって、その塚が笹やぶで覆われていたことから、「幡ヶ谷村笹塚」と命名される。
なお、駅名表記は地名表記に基づき旧字体の「笹塚駅」（点あり）であり、京王電鉄側は例外を除いてこれに統一しているが、同社公式サイトや地域社会の間では「笹塚駅」（点なし）とも表記される。

## 駅構造
島式ホーム2面4線と副本線（京王新線）側へ繋がる引上線2線を有する高架駅。ホームと改札階間にはエレベーターが設置されている。トイレは1F改札口内にあり、ユニバーサルデザインの一環として「だれでもトイレ」も併設されている。

### のりば
| 番線 | 路線     | 方向 | 行先                                         | 備考                                             |
| ---- | -------- | ---- | -------------------------------------------- | ------------------------------------------------ |
| 1    | 京王線   | 下り | 明大前・調布・橋本・京王八王子・高尾山口方面 | 京王線新宿からの列車                             |
| 2    | 京王線   | 下り | 明大前・調布・橋本・京王八王子・高尾山口方面 | 京王新線方面からの列車                           |
| 3    | 京王新線 | 上り | 幡ヶ谷・初台・新線新宿・ 都営新宿線方面      | 新宿駅から 都営新宿線へ直通 一部は京王線新宿行き |
| 4    | 京王線   | 上り | 京王線新宿方面                               | 一部は新線新宿行                                 |

- 当駅 - 新宿駅間は複々線である。それに当たり幡ヶ谷駅・初台駅は線増部となる京王新線側にホームを移設した（新宿駅 駅構内マップを参照）。両駅利用客への便宜を図るため、日中は京王線新宿行と区間急行・快速本八幡行（当駅始発急行本八幡行含む）が相互接続している。
- 上り線は原則として、3番線を京王新線、4番線を京王線の列車が使用する。ただし、3・4番線間には新宿方に両渡り線があり、3番線からの京王線新宿行、4番線からの新線新宿（都営新宿線方面）行も初電や終電などに存在する。なお、1・2番線間には渡り線はない。
- 都営新宿線本八幡・大島方面から京王へ乗り入れる急行のほとんどは当駅止まりである。そのため、代田橋寄りに10両編成対応引上線が設置されている。先端部では本線より軌道の高さが高くなっている。
- 都営新宿線より到着した当駅止まりの列車は2番線へ入線し、乗客を降ろして引上線へ入線した後、折返して3番線より出発する。そのため、当駅は京王単独駅ではあるものの、「京王線の途中駅かつ都営新宿線の末端駅」の様相を呈している[注釈 1]。2025年3月改正で、笹塚駅における京王線との乗り換え向上を目的に、本八幡 - 新宿駅間の区間列車は笹塚駅まで延長運転となり、京王新線区間での増発が実現した。

| 運転番線 | 営業番線 | ホーム | 新宿方面着発 | 新線新宿・本八幡方面着発 | 京王八王子・高尾山口・橋本方面着発 | 引き上げ線着発 | 備考       |
| -------- | -------- | ------ | ------------ | ------------------------ | ---------------------------------- | -------------- | ---------- |
| 1        | 1        | 10両分 | 到着可       | 不可                     | 出発可                             | 不可           | 下り主本線 |
| 2        | 2        | 10両分 | 不可         | 到着可                   | 出発可                             | 入区可         | 下り副本線 |
| 3        | 3        | 10両分 | 出発可       | 出発可                   | 到着可                             | 出区可         | 上り副本線 |
| 4        | 4        | 10両分 | 出発可       | 出発可                   | 到着可                             | 不可           | 上り主本線 |

- 南口（2011年2月）
- 改札口（2011年5月）
- ホーム（京王新線＝複々線区間終点）（2014年12月）
- 上り新宿駅方向。当駅ホームは外側2線が京王線、内側2線が線増部となる京王新線（2014年12月）
- 下り明大前駅方向。副本線となる京王新線側に引上線2線を備える（2014年12月）

## 利用状況
2024年度（令和6年度）の1日平均乗降人員は73,199人である。
駅周辺の再開発事業が完了した2013年度（平成25年度）からは増加傾向にあったが、2020年度（令和2年度）は新型コロナウイルス感染拡大の影響で大幅に減少した。
近年の1日平均乗降・乗車人員の推移は以下の通り。
| 年度               | 1日平均 乗降人員 | 1日平均 乗車人員 | 出典     |
| ------------------ | ---------------- | ---------------- | -------- |
| 1955年（昭和30年） | 28,730           |                  |          |
| 1960年（昭和35年） | 39,180           |                  |          |
| 1965年（昭和40年） | 45,332           |                  |          |
| 1970年（昭和45年） | 49,424           |                  |          |
| 1975年（昭和50年） | 48,811           |                  |          |
| 1978年（昭和53年） | 50,585           |                  |          |
| 1979年（昭和54年） | 52,013           |                  |          |
| 1980年（昭和55年） | 53,746           |                  |          |
| 1985年（昭和60年） | 67,088           |                  |          |
| 1990年（平成02年） | 71,098           | 34,644           | [ * 1 ]  |
| 1991年（平成03年） |                  | 35,648           | [ * 2 ]  |
| 1992年（平成04年） |                  | 36,148           | [ * 3 ]  |
| 1993年（平成05年） |                  | 36,973           | [ * 4 ]  |
| 1994年（平成06年） |                  | 37,332           | [ * 5 ]  |
| 1995年（平成07年） | 77,490           | 37,617           | [ * 6 ]  |
| 1996年（平成08年） |                  | 37,973           | [ * 7 ]  |
| 1997年（平成09年） | 77,848           | 37,622           | [ * 8 ]  |
| 1998年（平成10年） | 77,173           | 37,611           | [ * 9 ]  |
| 1999年（平成11年） | 77,971           | 37,511           | [ * 10 ] |
| 2000年（平成12年） | 77,924           | 37,784           | [ * 11 ] |
| 2001年（平成13年） | 76,937           | 37,729           | [ * 12 ] |
| 2002年（平成14年） | 76,798           | 37,901           | [ * 13 ] |
| 2003年（平成15年） | 77,594           | 38,391           | [ * 14 ] |
| 2004年（平成16年） | 77,597           | 38,526           | [ * 15 ] |
| 2005年（平成17年） | 77,835           | 37,784           | [ * 16 ] |
| 2006年（平成18年） | 79,279           | 39,836           | [ * 17 ] |
| 2007年（平成19年） | 81,538           | 40,858           | [ * 18 ] |
| 2008年（平成20年） | 80,570           | 40,353           | [ * 19 ] |
| 2009年（平成21年） | 78,708           | 39,378           | [ * 20 ] |
| 2010年（平成22年） | 76,236           | 38,090           | [ * 21 ] |
| 2011年（平成23年） | 72,851           | 36,309           | [ * 22 ] |
| 2012年（平成24年） | 72,830           | 36,318           | [ * 23 ] |
| 2013年（平成25年） | 74,580           | 37,071           | [ * 24 ] |
| 2014年（平成26年） | 75,401           | 37,509           | [ * 25 ] |
| 2015年（平成27年） | 79,406           | 39,440           | [ * 26 ] |
| 2016年（平成28年） | 80,570           | 40,077           | [ * 27 ] |
| 2017年（平成29年） | 81,557           | 40,559           | [ * 28 ] |
| 2018年（平成30年） | 82,784           | 41,126           | [ * 29 ] |
| 2019年（令和元年） | 82,813           | 41,060           | [ * 30 ] |
| 2020年（令和02年） | 60,167           | 29,901           | [ * 31 ] |
| 2021年（令和03年） | 61,710           |                  |          |
| 2022年（令和04年） | 66,646           |                  |          |
| 2023年（令和05年） | 70,603           |                  |          |
| 2024年（令和06年） | 73,199           |                  |          |

## 駅周辺
- 道路
  - 国道20号（甲州街道）
  - 首都高速4号新宿線
  - 東京都道420号鮫洲大山線：甲州街道以北は中野通り。
- 施設
  - メルクマール京王笹塚
    - 京王重機整備 本社
    - 渋谷区立笹塚図書館
    - フレンテ笹塚

  - 笹塚ショッピングモール21
  - 笹塚NAビル
  - 東京消防庁 消防技術安全所
  - 消防試験研究センター 中央試験センター
  - 渋谷区役所 笹塚出張所
  - 笹塚駅前郵便局
  - 渋谷笹塚郵便局
  - 三井住友銀行 笹塚支店
  - 三菱UFJ銀行 笹塚支店
  - みずほ銀行 笹塚支店
  - きらぼし銀行 笹塚支店
  - 81プロデュース本社・声優ミュージアム
- 商店街：付近の商店街は、東隣の幡ヶ谷周辺（地名では渋谷区笹塚・幡ヶ谷・西原）の商店街と共にささはたドッとこむを運営している。
  - 京王クラウン街笹塚
  - 笹塚大通り商店街
  - 笹塚観音通り商店街
  - 笹塚十号通り商店街
  - 笹塚十号坂商店街
- その他
  - 玉川上水

### バス路線
駅北側の国道20号沿いに「笹塚駅」（都営バスは「笹塚駅前」）停留所がある。
- 都営バス
  - 渋66 渋谷駅前行 / 阿佐ヶ谷駅前行・杉並車庫前行
- 京王バス
  - 渋65 渋谷駅行（※笹塚東北沢循環）
  - 渋66 渋谷駅行 / 阿佐ヶ谷駅行・方南八幡通り行
  - 渋69 渋谷駅行
  - 中81 中野駅行
  - 中82 中野駅行
  - ハチ公バス 春の小川ルート 渋谷区役所行
- 小田急バス
  - よみうりランド行（季節運行）

## 舞台となった作品
- 青山七恵『ひとり日和』[12]
- 東京タワー 〜オカンとボクと、時々、オトン〜
- 駅弁ひとり旅 - 主人公の中原大介が笹塚駅周辺で弁当店を経営している設定。
- はたらく魔王さま!

## ギャラリー
- 「メルクマール京王笹塚」ビル
- 笹塚駅高架下、京王クラウン街（2014年12月撮影）
- 笹塚一丁目、笹塚ショッピングモール21（2014年12月撮影）
- 笹塚二丁目、甲州街道十号通り商店街入口（2014年12月撮影）
- 笹塚二丁目水道通り、笹塚十号通り商店街入口（2014年12月撮影）
- 南口側と玉川上水

## 隣の駅
京王電鉄
 京王線
■特急・■急行・■区間急行・■快速
京王線新宿駅 (KO01) - 笹塚駅 (KO04) - 明大前駅 (KO06)
■各駅停車
京王線新宿駅 (KO01) - 笹塚駅 (KO04) - 代田橋駅 (KO05)
 京王新線
■急行・■区間急行・■快速（いずれも京王新線内は各駅に停車）
幡ヶ谷駅 (KO03) - 笹塚駅 (KO04) - 明大前駅（京王線）(KO06)
■各駅停車
幡ヶ谷駅 (KO03) - 笹塚駅 (KO04) - 代田橋駅（京王線）(KO05)